# Desaigües de la fàbrica tèxtil Bach
Els Desaigües de la fàbrica tèxtil Bach és una obra de Ripoll protegida com a Bé Cultural d'Interès Local.

## Descripció
Es tracta de quatre arcades de mig punt rebaixat construïdes amb maó. Per elles sortia l'aigua, un cop passava per les turbines que hi havia als baixos de la fàbrica. L'aigua arribava per un canal soterrat que portava l'aigua des de la resclosa de can Guetes.